# مغامرات توم بومباديل
مغامرات توم بومباديل (بالإنجليزية: The Adventures of Tom Bombadil)‏ هو عبارة عن مجموعة من القصائد كتبها ج. ر. ر. تولكين نُشرت في عام 1962. تتكون من ستة عشر قصيدة، لا تظهر شخصية «بومباديل» إلا في أول قصيدتين فقط. توم بومباديل هي مجموعة من القصائد المُتنافرة حيث الفكاهة ك («ترول الحجري» و «فاستيتوكالون») واللعب على الأصوات ك («التجوال» و «القط») جنباً إلى جنب لأبيات شعرية قاتمة وحزينة ك («الجرس البحري»، و«السفينة الأخيرة»).
معظم هذه القصائد هي من الأعمال الأولى لتولكين ولا علاقة لها بالأرض الوسطى. لكي يكتب تولكين هذه المجموعة من القصائد، احتاج إلى عِدة مراجع، وكتب بأول الكتاب (في الصفحة التمهيدية) بأنه ليس المؤلف ولكنه مُجرد مُتجرم. بنفس الطريقة التي استخلص بها كتابيّ "الهوبيت "و"سيد الخواتم" من ذكريات سام وفرودو، تم تجميعهم في "الكتاب الـأحمر للسير نحو الغرب [الفرنسية]".قصائد " توم بومباديل" هي من أصول خيالية مختلفة: بعضها من الشخصية الشهيرة "سام [الفرنسية] (بطل مملكة الخواتم) والبعض الآخر من التُراث الشعبي من باكلاند [الفرنسية] . ظهرت بعض القصائد في هوامش "الكتاب الأحمر" لكن لم يُعرف المؤلف.

## أصوله ونشره

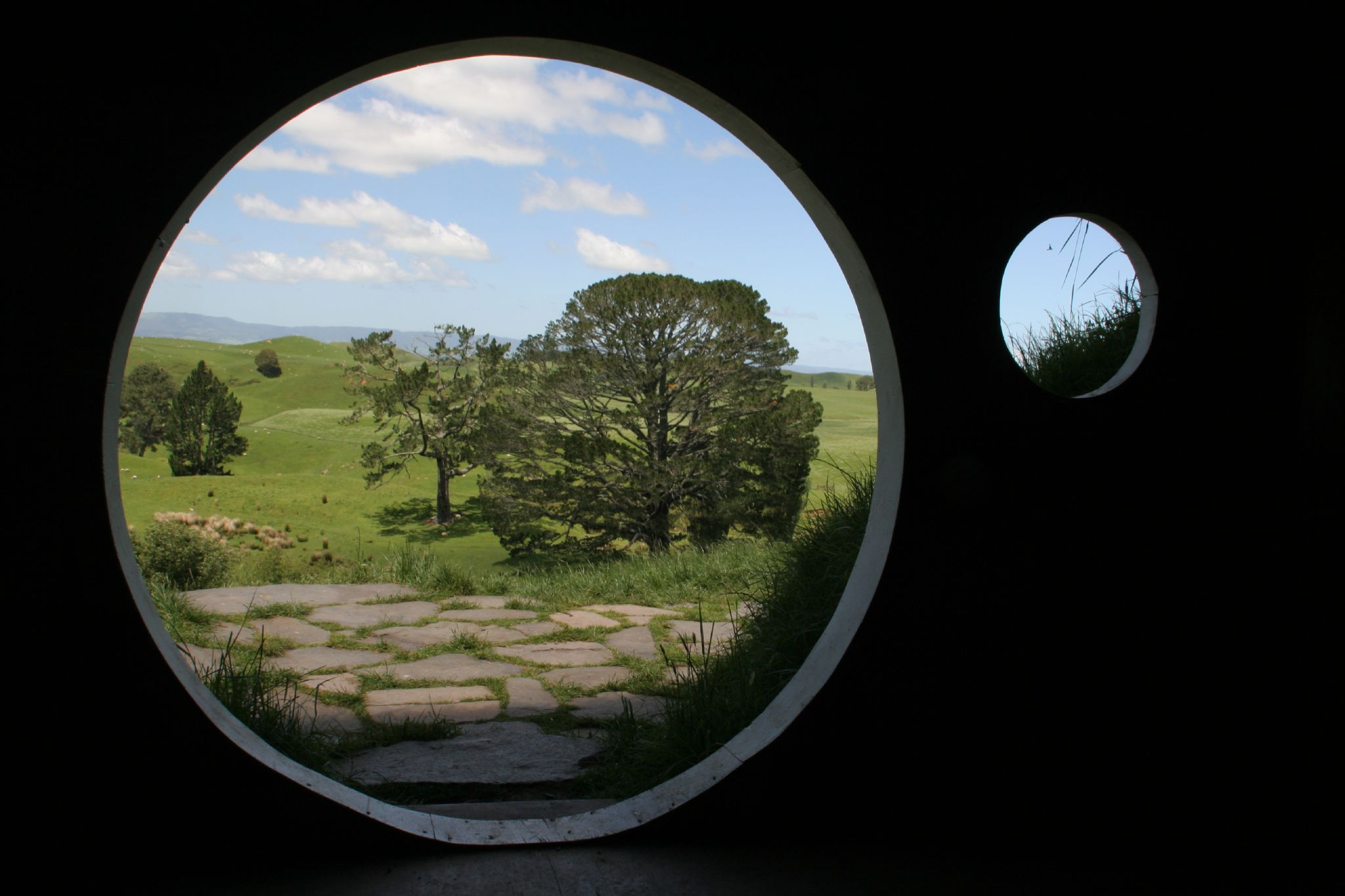
يفترض بمغامرات توم بومباديل أن تكون مجموعة قصائد للهوبيتس من القرن الرابع ، متأثرة ببعض الأجزاء من كلاً من "فوندكومب" و"جوندور"

وجد «تولكين» فكرة الكتاب في رسالة مُرسلة من عمته «جان نيياف» في نهاية عام 1961 تطلُب منه أن يكتب لها كتاب صغير عن «توم بومباديل» وأضافت أن هذا النوع من الكُتب سيُمثِل للعجائز هدية عيد الميلاد. اُعجب «تولكين» بالفكرة وعرضها على ناشيريه «ألين وأنوين» لتحرير كتاب قصائد (مغامرات توم بومباديل). ظهرت بعض القصائد المصورة في مجلة أوكسفورد عام 1934 من قِبل «بولين باين» الذي كان مولِعاً بهذا العمل ثم اقترح «راينر أونوين» إضافت بعض الشخصيات للقصائد لتجسيد الكتاب قليلاً (لكي يكون أكثر تشويقاً).

قضى تولكين أواخر عام 1961 وبداية عام 1962 في البحث عن قصائد قديمة نُشرت عن «توم بومباديل» لكن في الواقع، لم تكن هذه الأبحاث ممتعة بل كانت صعبة ، لأنه كتب إلي ناشره «لا يوجد بالفعل قصص كثيرة عن توم بومباديل». ولكنه انتهى بتجميع عشرات القصائد التي تخص «توم بومباديل» كُتبت ونُشرت منذ 1920 إلي 1930. وابتعد عن عِدة قصائد خصوصاً « Les Arbres de Kortirion »_«أشجار كورتيريون» التي كًتبت عام 1915 واُعيد النظر فيها عام 1937 وعن قصيدة « trop long et trop ambitieux »_«طويل جداً وطموح للغاية»  وقصيدة « La Petite Maison du jeu perdu : Mar Vanwa Tyaliéva »_«المنزل الصغير الخاسر: مار فانوا تالييفا» ونُشرت هاتين القصيدتين بعد وفاته من قِبل «كريستوفر تولكين» في كتاب «حكايات مفقودة» عام (1983).ضم «تولكين» قصيدتين من رواية «سيد الخواتم» وهما « L'Homme dans la lune a veillé trop tard »_«رجل في القمر سهر حتى وقت متأخر» و« Oliphant»_«البوق العاجي»، وكتب بعد عدة أعوام قصيدة لفتاته الصغيرة بعنوان « Chat»_«القِط» وكتب اُخرى تحديداً لهذا الكتاب بعنوان « Bombadil en bateau »_«بومباديل في المركب».

واصل تولكين التأكيد في مقدمة الكتاب على إنه مجرد «محرر» لهذه القصائد وإدعى إنه وجد هذه القصائد في "الكتاب الأحمر للسير إلى الغرب [الفرنسية]"(كتاب ذكريات بيلبون وفرودو). 
تنسب قصيديّ« Errance» _«تجوال» و« L'Homme dans la lune a veillé trop tard »_«رجل في القمر سهر حتى وقت متأخر» إلى «بيلبون».أما عن «Le Troll de pierre» _«ترول الحجري» و « Perry-le-Bigorneau »_«بيري الحلزون» و« Chat»_«القِط» فوقِعوا بأول حرفين من اسم «Sam Gamegie» على الرغم من أن هذا الأخير لم يظهر في أي قصيدة قديمة قط. تأتي أول قصيدتين لتوم بومباديل من «باكلاند» ، أما عن قصيدتيّ« L'Homme dans la lune est descendu trop tôt» _«رجل في القمر نزل مبكراً» و« Le Dernier Vaisseau » _«السفينة الأخيرة» هما من الإمبراطورية الخيالية جوندور [الفرنسية] . تعود قصيدة « Le Trésor »_«الكنز» إلى وادي فوندكومب [الفرنسية] هناك حيث قضى «بيلبون» بضعة أعوام.

وافق «بولين باين» (مؤلف قصة المزارع جيل دو هام [الفرنسية]) على إضفاء بعض الرسوم التوضيحية لكتاب «مغامرات توم بومباديل» الذي سينشر في 22 نوفمبر 1962. اُعيد نشر الكتاب عام 1990 مع إضفاء الرسوم التوضيحية من قبل «روجر جارلاند» كما أضفا أيضاً بعض الرسومات على كلاً من The Tolkien Reader التي صدرت عام 1966 وPoems and Stories عام 1980 و Tales from the Perilous Realm عام 1997.

قام بترجمة الكتاب إلى الفرنسية " Dashiell Hedayat" المعروف أيضاً باسم "alias Jack-Alain Léger" ومن قام بنشرها هو «كريستيان بورجوا» عام 1975. نُشرت ترجمة أُخرى للكتاب من قِبل «سيلين ليروي» وكتاب " Faërie et autres textes"_«الجن ونصوص أُخرى» ومن قام بنشرها أيضاً «كريستيان بورجوا» واحتوت النُسخ الجديدة على مقدمات كُتبت من قبل تولكين.

## النقد
تلقت «مغامرات توم بومباديل» انتقادات إيجابية فور ظهورها: إلا أن الناقد المجهول لمجلة " Junior Bookshelf " وصف الكتاب «بأنه كتاب فرعي مثير للشفقة». على الجانب الآخر، وجد برنامج " The Listener" أن الكتاب ذو مهارة تقنية عالية للعبقري «تولكين»  وانتقد ناقد مجهول لجريدة «ذي تايمز» البريطانية «أن الكتاب يحتوي على قصائد ذكية على الرغم من إنها لا تعلق القارئ إلا بقصص الجن والهوبيتس». بيع ما يقرب من 8000 نسخة حتى قبل نشر الكتاب نفسه، لذلك كان لا بد من نشره سريعاً.

## القصائد

### مغامرات توم بومباديل
« Old Tom Bombadil was a merry fellow;
bright blue his jacket was and his boots were yellow,
green were his girdle and his breeches all of leather;
he wore in his tall hat a swan-wing feather. » 

تتكلم الأبيات عن توم بومباديل العجوز الطيب الذي يرتدي سترة زرقاء وحذاء أصفر وحزام أخضر وسروال من الجلد وعلى رأسيه قبعة كبيرة تخرج منها ريشة.

أول تجسيد لقصيدة «مغامرات توم بومباديل» كان منذ أواخر عام 1920 وبداية عام 1930، في الفترة التي كان تولكين يروي فيها حكايات عن هذه الشخصية (التي ترتدي ملابس ملونة وتحمل اسم دمية) لأطفاله. ونشرت في فبراير 1934 في مجلة أوكسفورد.

يحمل إصدار عام 1962 نفس القصة التي كانت بالإصدار القديم ولكنها ممتددة قليلاً: يتعرض توم بومباديل لعدة مواقف تهدد حياته ولكنه يتغلب عيها في كل مرة. يقابل عديد من الشخصيات في رحلته منهم غولدبيري والعجوز سول والجالجاس وتتنتهي القصة بزواجه من غولد بيري. تدخل احداث رواية ممملكة الخواتم في قصيدة توم بومباديل ويؤكد تولكين في مقدة الكتاب ان القصيدة تدور في باكلاند وتحتوي على عدة اساطير للهوبيتس تخص بومباديل ومن الجدير بالذكر ان اسم توم بومباديل ياتي من باكلاند.

### بومباديل في المركب
هذه القصيدة تتبع نفس نمط القصيدة الأولى لمغامرات توم بومباديل: يقرر بومباديل أن يأخذ المركب للذهاب إلى «الأب ماجوت» ويمر بعدة عواقب في طريقه كالطائر الخطاف والبجعة وثعلب الماء وحراس الهوبيتس على حدود بلدة «كومتيه». تولكين أدخل «بومباديل» في عالم مملكة الخواتم. أكد تولكين في رسالة مرسلة إلى «بولين باين» أن هذه القصيدة تعود إلى عصر الظلام قبل أن يشق «فرودو» طريقه.

### التجوال
« There was a merry passenger,
a messenger, a mariner:
he built a gilded gondola
to wander in, and had in her
a load of yellow oranges
and porridge for his provender; »

نشرت هذه القصيدة لأول مرة في مجلة أكسفورد في عام 1933. وذاع صيتها بعد قرائتها في الدائرة الأدبية التابعة لجامعة أكسفورد. ولكن تاريخها يعد مربكاً إلى حدٍ ما بما أن قصة هذه القصيدة كانت تُعرف منذ زمنٍ نظراً لإعادة نسخها لأكثر من عشرين مرة  ، من قَبل قصيدتيّ «التجوال» ا (لتي لا تختلف كثيراً عن إصدارها في عام 1933) و«مغامرات ايرونديل» (المتلاة من «بيلبون» إلى «فوندكومب» في الجزء الثاني، الفصل الأول). اعترف تولكين أن تكوين هذه القصيدة معقد وانه لن يكتب مثل هذا التكوين مرة ثانية. 

استوحت هذه القصيدة من أغنية حركة اليعاقبة التي كانت تسخر من زواج الأميرة ماري ابنة جيمس الثاني ملك إنجلترا من ويليام.
« ?What is the rhyme for porringer
?What is the rhyme for porringer
The king he had a daughter fair
And gave the Prince of Orange her. »

تتكلم القصيدة عن «رسول مرح» يعبر العالم عبر زورقه، يمر بمغامرات عديدة أثناء توصيله لرسالة وعند الانتهاء من هذه المغامرات يعود لتسليم الرسالة وإستأناف مهمته. 

من خلال تولكين، هذه القصيدة بها عدة سرعات، فهي تبدأ بتكرار إعادة مقدمة القصيدة بسرعة كبيرة وتنتهي بتكرار الأبيات مرة واحدة فقط.

اقتبس الملحن الموسيقي «دونالد سوان» نغمة الموسيقى من هذه القصيدة في حلقة موسيقية له بعنوان " The Road Goes Ever On" عام 1967.

### الأميرة موا (مي)
تأثر تولكين في هذه القصيدة بقصيدته (الأميرة ني) التي كُتبت في يونيو 1915 ونُشرت في كتاب"Leeds University "عام 1924. بصورة غير منتظمة الشكل، يصف تولكين رقص الأميرة وانعكاسات ظلها تحت قدميها. يعمل تولكين على اسم ذو معنيّن المعنى الأولى (أميرة تسمى مي أو موا) والثاني هو الأميرة مي (موا) = انا الأميرة.

### رجل في القمر سهر لوقت متأخر

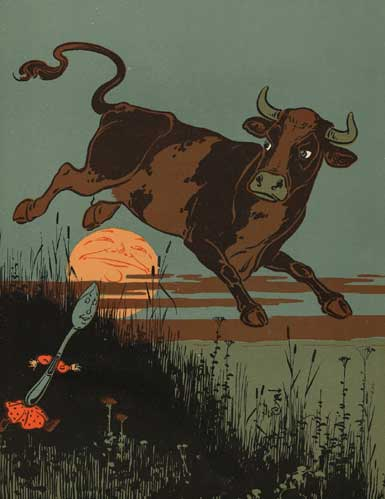
"قفزت البقرة على سطح القمر" رسم توضيحي من قبل W. W. Denslow عام 1902

تأثرت هذه القصيدة بأغنية للأطفال تسمى" Hey Diddle Diddle "التي نُشرت في كتاب "Nursery Rhymes Undone" عام 1919_1920.و نُشرت أيضاً في كتاب " Yorkshire Poetry" الذي صُدر عام 1923 تحت عنوان "The Cat and the Fiddle: A Nursery Rhyme Undone and Its Scandalous Secret Unlocked ". واخيراً ظهرت في كتاب سيد الخواتم في (الجزء الأول، الفصل التاسع) كانت تغنى من قبل «فرودو» في حانة «بوني فريجونت» بمدينة «بري».

تتناول قصيدة « L'Homme dans la lune a veillé trop tard »، (The Man in the Moon Stayed Up Too Late) قصة رجل هبط من سطح القمر إلى الأرض وذهب اإى حانه مشهورة ليشرب كأس. لكنه شرب كثيراً حتى اضطر صاحب الحانة والنادل اصطحابه إلى منزله فقام قِط بعزف قطعة موسيقية على كمانه واجبر جميع من في الحانة من زبائن وأحصنة وبقر على الرقص والقفز على سطح القمر، ثم نام الجميع واستيقظوا على مفجأة كبيرة.

### رجل في القمر نزل مبكراً
صدرت أول نسخة من هذه القصيدة في مارس 1915 بعنوان «لماذا رجل القمر نزل مبكراً: فانتازيا لإيست أنجلي». ونشرت أيضاً في كتاب "A Northern Venture" عام 1923. تأثرت القصيدة بأغنية للأطفال في القرن التاسع عشر" The man in the moon / Came down too soon". شهدت نسخة «توم بومباديل بعض التعديلات» لربطها بالأرض الوسطى لأنه يُذكر فيها مدينة «جوندور» «باي دي بيل»(من الأرض الوسطى) وعودة قلعة «دول آمروس».

تتناول القصيدة قصة رجل في القمر نزل إلى سطح الأرض لأنه قد تعب من الوحدة هناك وأراد اكتشاف الحياة والألوان والشراب والطعام الذي على سطح الأرض.ولكنه نزل في منتصف الليل في حين أن الجميع نائم ولم يحصل إلا على عصيدة باردة منذ يومين.

### القزم الحجري
ظهرت أول نسخة من هذه القصيدة عام 1926 ونشرت في كتاب "Songs for the Philologists" عام 1935 تحت عنوان « The Root of the Boot ». واُعيد استخدامها في كتاب مملكة الخواتم كان يغنيها «سام» (في الجزء الأول: الفصل الثاني عشر).

تتناول قصيدة (The Stone Troll) «القزم الحجري» قصة «قزم» كان يجلس وحيداً بين التلال مشغول بترتيب بعض العظام ولكنه سرعان ما ازعجه شخص يدعى «توم» (ليس توم بومباديل ولكنه تشابه أسماء) وحاول أن يُمسك به لجعله وجبة له، لكن «توم» قفز على ظهره وركله في مؤخرته ناسياً ان الأصلب من الحجارة هو عظم الأقزام، ثم عاد «توم» إلى أرض الوطن، مشلولاً.

### بيري وينكيل
بيري وينكيل هي نسخة مُنقحة لقصيدة The Bumpus التي لم تنشر منذ عام 1928. تروي القصيدة قصة صداقة بين قزم لطيف وطباخ، لكن القزم يخشاه جميع من حوله، إلا بيري وينيكل الوحيد الذي دعاه إلى شرب الشاي معه. كتب تولكين بمقدمة كتاب «مغامرات توم بومباديل» انه يخص بهذه القصيدة «سام جاميجي». تناولت القصيدة وصف جغرافي لمدينة «كومب» و«بيري» و«الكهف الكبير» وأيضا ل«وقت الذروة» بهضبة بمدينة «ايادور»(مدينة بالأرض الوسطى).

### القطط اللزجة
« Beyond the Merlock Mountains, a long and lonely road.
Through the spider-shadows and the marsh of Tode,
And through the wood of hanging trees and the gallows-weed,
You go to find the Mewlips — and the Mewlips feed. »
القطط اللزجة نشرت لأول مرة في مجلة أكسفورد في عام 1937، تحت عنوان «أطرق على الباب»« Knocking at the Door ».تصف القصيدة العرق المؤذي والغريب من القطط اللاتي تعيش تحت الأرض وتتغذى على المسافرين إلى مدينتهم «خلف جبال» ميرلوك" Merlock"وذلك لا يظهر في أي نص آخر من تولكين، وكذلك الأماكن الأخرى المذكورة (مستنقعات ال Tode)، وقد دفع هذا العديد من القُراء للبحث عن مساحة الأرض الوسطى المتواجدة في جغرافية القصيدة.

### أوليفانت
تم أخذ هذا اللغز من كتاب سيد الخواتم (الجزء الرابع، الفصل الثالث)، حيث يُتلى من قِبل «سام جامجي».اُصدرت النسخة الأولى من هذه القصيدة منذ عام 1920 بعنوان « Iumbo, or ye Kinde of ye Oliphaunt » ونُشرت في مجلة " Stapledon Magazine" عام 1927 مع قصيدة «فاستيتوكالون» تحت عنوان « Adventures in Unnatural History and Medieval Metres, Being the Freaks of Fisiologus ». تستوحى القصيدة من مخطوطة من العصور الوسطى ومن قصائد Physiologus بكتاب إكستر [الفرنسية].

النسخة المنقحة ل«أوليفانت» متواجدة بكتاب سيد الخواتم ومغامرات توم بومباديل، ولكنها أقصر بكثير وتحتوي على بعض المفارقات التاريخية المختلفة عن الكتاب الأول.

### فاستيتوكالون

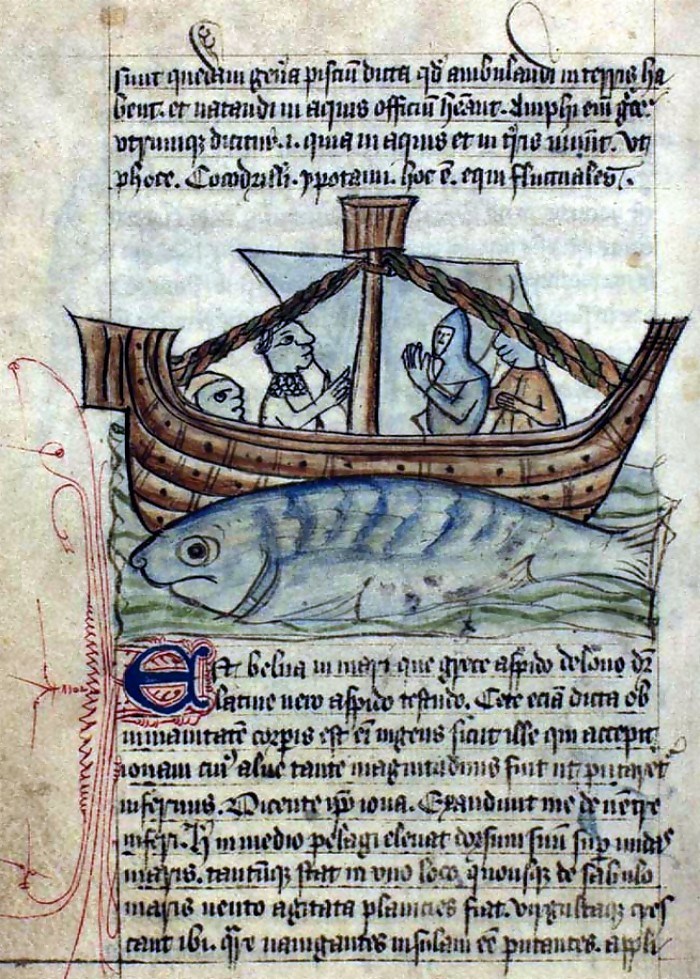
الاسبدوشيلون في مخطوطة من القرن الثامن عشر

فاستيتوكالون استوحت من قصيدة «اسبيدوشيلون» المدرَجة بمخطوطة مسيحية تعود للعصور الوسطى "Physiologus" وظهر اسم «فاستيتوكالون» في كتاب «إكستر».نشرت لأول مرة في مجلة «ستابليدون» في عام 1927، مع « Iumbo, or ye Kinde of ye Oliphaunt »، متتناولة قصة حيوان بحري ضخم يهبط عليه طاقم قارب، ظناً منهم انها جزيرة ومن ثم يتحرك فاستيتوكالون ويغرقهم.

كقصيدة «اوليفانت»، تعد فاستيتوكالون، في كتاب مغامرات توم بومباديل، أقصر من التي نشرت في عام 1927، لأنها تجردت من عناصرها الحديثة.من جهة أخرى، أصبح فاسيتوكالون، الحوت في النسخة الأصلية، سلحفاة ضخمة وذلك تقرببا لأن أصل التسمية الإغريقية لإسمه Aspido-chelône (سلحفاة دائرية) وبعد التعديل أصبح "Astitocalon"_استيتوكالون، لم تضاف الفاء في قصيدة الأنجلوسكسوني الا لتزويد القصيدة بالجناس.

### القط
كتب تولكين هذه القصيدة لإبنته الصغيرة «جوان». تتكلم الأبيات عن قط يحلم بأسلافه من القطط البرية. تنص مقدمة الكتاب على أن القصيدة كانت متواجدة في «الكتاب الأحمر» لأنها كانت موقعة من الأحرف الأولى من اسم «سام جاميجي» الذي اعتمد على موسيقى السجع في الأبيات (The fat cat on the mat / May seem to dream …).

### زوجة الظل
أصل هذه القصيدة غير مؤكد: فإنها تظهر في مخطوطة ترجع تاريخها إلى بداية الثلاثينات من القرن الماضي، ولكن يبدو أنها نشرت في فترة غامضة،Abingdon Chronicle، خلال عام 1920. زوجة الظل (Shadow Bride) هي قصيدة صغيرة جدا ولكنها مثيرة للقلق ، تقص قصة رجل بلا ظل قابل امرأة مرتدية رمادي ستحرره من السحر الذي يلحق به ويجعله سجينا.

### الكنز
الكنز (The Hoard) اصدرت النسخة الأولى منه في اواخر عام 1922.وسميت ب« Iúmonna Gold Galdre Bewunden » في الملحمة الشعرية بيولف وكتبت بالبيت رقم ثلاثة الاف واثنان وخمسون.في عام 1923، نشرت هذه القصيدة في مجلة «العنقاء».و بعد عدة تصحيحات، طبعت في عام 1937 في «مجلة أكسفورد» بنفس العنوان.عام 1920، اعاد Roger Lancelyn Green نشرها في Hamish Hamilton Book of Dragons

تتناول القصيدة قصة الكنز والأمصار المؤسفة المتعاقبة التي حلت بمن يريدونه خصوصا الجان الذين ابتهجوا وهللوا للذهب قبل ان يختفي والقزم الذي استهلك بنيران التنين والتنين هزم من بطل والبطل أصبح ملك واطاح به جيش العدو.آخر مقطع في القصيدة يتكلم عن الكنز المفقود الذي لا يخضع إلا لحراسة الليل.

اوضح تولكين فيى مقدمة كتابه ان قصيدة الكنز تتشابه مع قصة الذهب في «نارجوترونت» ولكن يختلف تزامن الاحداث: بعد سقوط قلعة اللفيك: التنين «جلورونج» جمع الكنز ولكنه قتل من «هوريه» من ثم تعارك القزم مع الجان الاغنياء ولكنه قتل من «توريه» والد «هوريه»، قدم «هوريه» الكنز إلى ملك الجان «زنكول» ولكن الملك قتل «هوريه» لأنه جشع.

### الجرس البحري
« I walked by the sea, and there came to me,
as a star-beam on the wet sand,
a white shell like a sea-bell;
trembling it lay in my wet hand. »
الجرس البحري(The Sea-Bell) اعتبرها النقاد أسواء قصيدة في الكتاب  ولكن اُعجب بها الشاعر ويستن هيو أودن ، وهي تعتبر إعادة صياغة لقصيدة « Looney »، كتبت في عام 1932 أو 1933 ونشرت في مجلة أكسفورد عام 1934. كتب تولكين في المقدمة بأن القصيدة تحمل عنوان آخر صغير (أحلام فرودو) بعد يأسه من تدمير الخاتم.

يكتشف الشاعر على الشاطئ جرس بحري يخرج منه أصوات غريبة.فيأخذ قاربه ويتجه به إلى مكان عشوائي مليئ بالزهور والحيونات. أخذ الشاعر يستمع إلى الأصوات التي تحيط به وإلى خطوات شئ ما كلما يقترب يختفي وانتهى الشاعر بالتمددعلى قاربه ليستريح ولم يخرج من هذا المكان ولم يرجع الي بلده وانغمس في وحدته مع الجرس البحري الذي لم يصمت قط.

في مقابلة بين قصيدة « Looney » و«الجرس البحري» من اجل توضيح بعض الأحداث، خاصة لاضافة عنصر الجان الي القصيدة والمرارة الزائدة التي يجدها الشاعر في بلده، وجدوا قصيدة « Looney » أكثر مرحاً من قصيدة «الجرس البحري» لان في نهايتها يعود الشاعر الي وطنه ويظل يستمع لصوت البحر من هناك اما الأخرى فيحرم من العودة الي بلاده.

### السفينة الأخيرة
« Year still after year flows
down the Seven Rivers ;
cloud passes, sunlight glows,
reed and willow quivers
at morn and eve, but never more
westward ships have waded
in mortal waters as before,
and their song has faded. »

كتبت هذه القصيدة بلا شك في بداية عام1930 ونشرت في Chronicle of the Convents of the Sacred Heart في عام 1934 بعنوان « Fíriel » واعيد تسميتها بالسفينة الاخيرة (The Last Ship) وهي نسخة مختصرة ل« Fíriel ». اُدخل بالقصيدة بعض الأماكن من الأرض الوسطى كالأنهر السبع بغوندور، وقام الشاعرايضاً بإدخال بعض العناصر الفلكلورية.

في الفجر، استمعت «فيريل» إلى صوت غناء فاتبعته عندها وجدت على حافة نهر اخر مركب جان جاهزة للإقلاع ومغادرة الأرض الوسطى. دعوها الي الانضمام اليهم والمغادرة معهم ولكنها أبت معللة انها ابنهة هذه الأرض وعادت إلى ديارها تاركة السفينة تتجه نحو المجهول.

قارن «توماس الن شيبي» في كتابه The Road to Middle-earth، «السفينة الاخيرة» بالقصص التي يأخذ فيها الجان معهم بشر ويعيش بسعادة إلى الأبد. ولكن تولكين خالف ذلك في هذه القصيدة لأن الفتاة رفضت الذهاب وهذا الرفض يعتبر فريد من نوعه بالنسبة ل«شيبي».

### قائمة أعمال تولكين
- (fr) J. R. R. Tolkien, Les Aventures de Tom Bombadil, Pocket, 2003 (ISBN 978-2-266-07086-7).

Traduction de Dashiell Hedayat. Édition bilingue.
- J. R. R. Tolkien, Faërie et autres textes, Paris, Christian Bourgois, 2003 (ISBN 978-2-267-01696-3) (OCLC 77098405).

Inclut la traduction révisée du recueil par Céline Leroy.
- (fr) J. R. R. Tolkien, Christopher Tolkien et Humphrey Carpenter (trad. Delphine Martin et Vincent Ferré), Lettres [« Letters of J.R.R. Tolkien »] [détail des éditions].
- (fr) J. R. R. Tolkien et Christopher Tolkien (trad. Adam Tolkien), Le Livre des contes perdus [« The Book of Lost Tales »] [détail des éditions].

Inclut une version antérieure de « L'Homme dans la Lune est descendu trop tôt ».
- (en) J. R. R. Tolkien et Christopher Tolkien, The Return of the Shadow, HarperCollins, 2002, 497 p. (ISBN 0-261-10224-9).

Inclut une version antérieure du « Troll de pierre ».
- (en) J. R. R. Tolkien et Christopher Tolkien, The Treason of Isengard, HarperCollins, 2002, 504 p. (ISBN 0-261-10220-6).

Un chapitre entier de ce livre est dédié à l'étude de l'histoire des poèmes « Errance » et « Eärendillinwë » (le chant de Bilbon à Fondcombe).
- (en) J. R. R. Tolkien et Christopher Tolkien, The War of the Ring, HarperCollins, 2002, 476 p. (ISBN 0-261-10223-0).

### مطبوعات دار النشر
- Douglas A. Anderson (trad. Daniel Lauzon), Le Hobbit annoté [« The Annotated Hobbit »]، Christian Bourgois, 2012 (ISBN 978-2-267-02389-3).
- (fr) Humphrey Carpenter (trad. Pierre Alien), J. R. R. Tolkien, une biographie [« J. R. R. Tolkien: A biography »]، Pocket, coll. « Littérature - Best »، novembre 2004, 320 p. (ISBN 2-266-14626-2).
- (en) Wayne G. Hammond et Christina Scull, The J.R.R. Tolkien Companion and Guide: Reader's Guide, Houghton Mifflin, 2006, 1256 p. (ISBN 978-0-618-39101-1).
- (en) Tom Shippey, The Road to Middle-earth, Londres, HarperCollins, 2005 (1re éd. 1982) (ISBN 978-0-261-10275-0).
- (en) J. E. A. Tyler, The Complete Tolkien Companion, Londres, Pan Books, 2002, 3e éd. (ISBN 978-0-330-41165-3).